# Wurzelgemüse

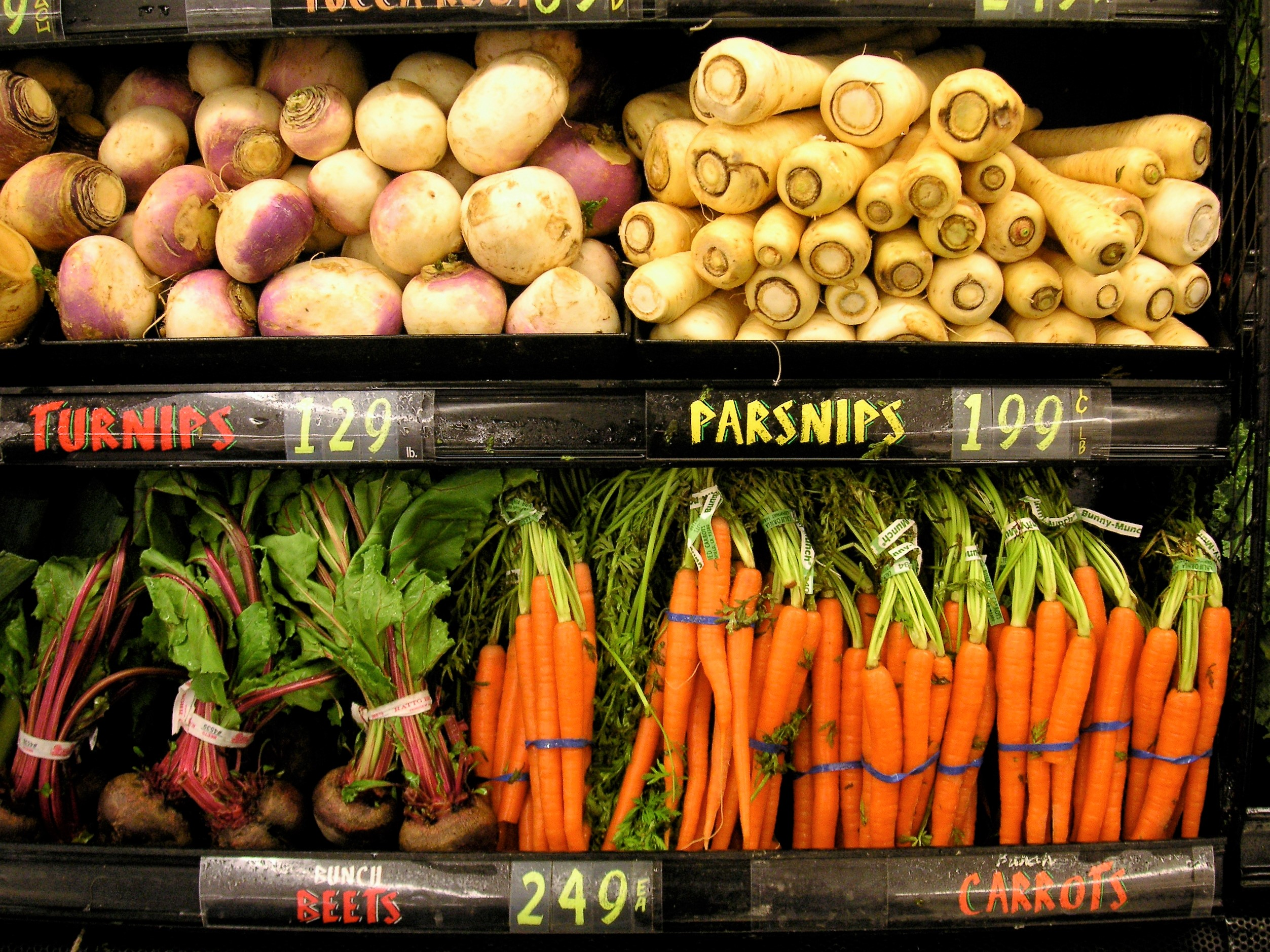
Verschiedene Wurzelgemüse (von oben links im Uhrzeigersinn): Speiserüben, Pastinaken, Karotten, Rote Bete

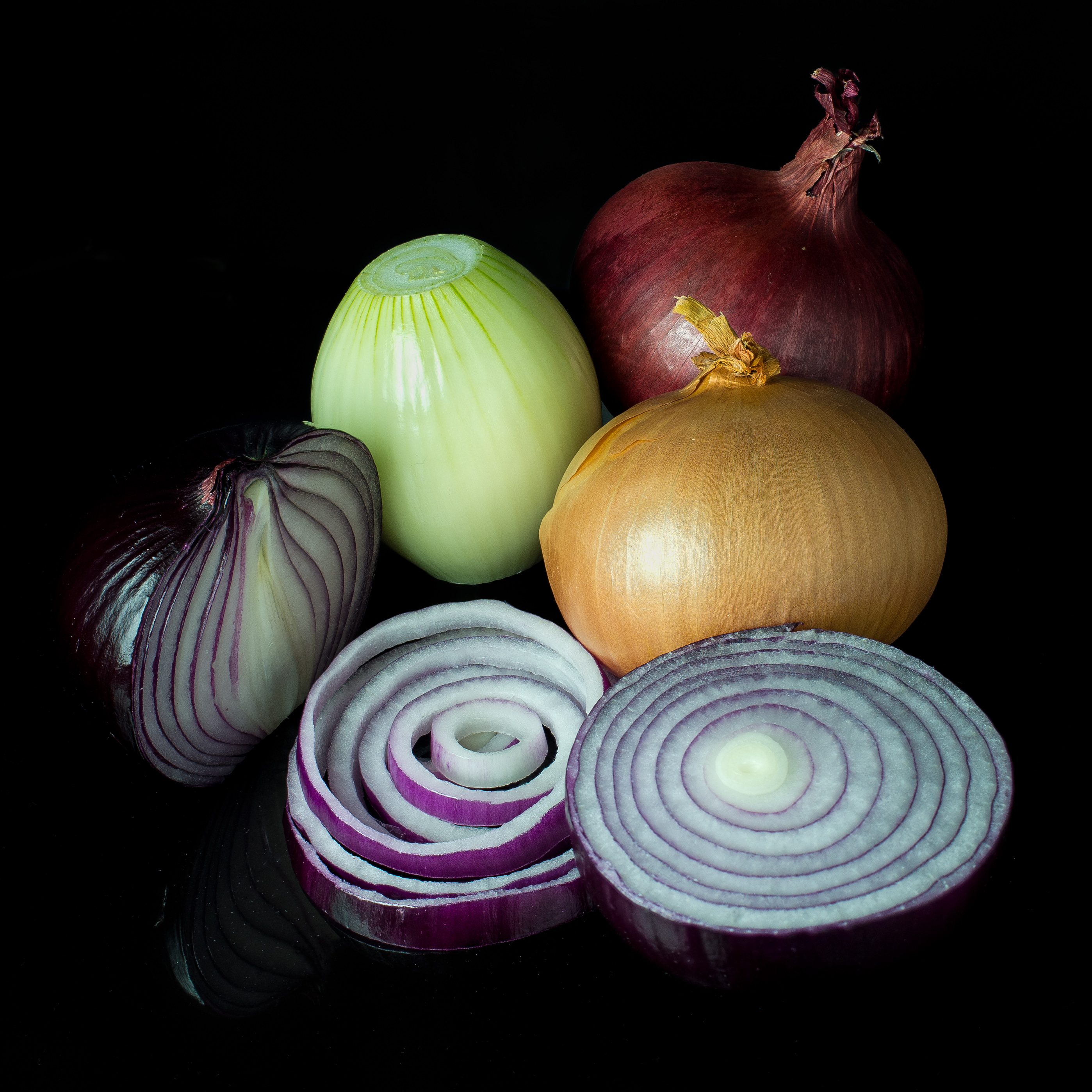
Auch Zwiebeln zählen zum Wurzelgemüse

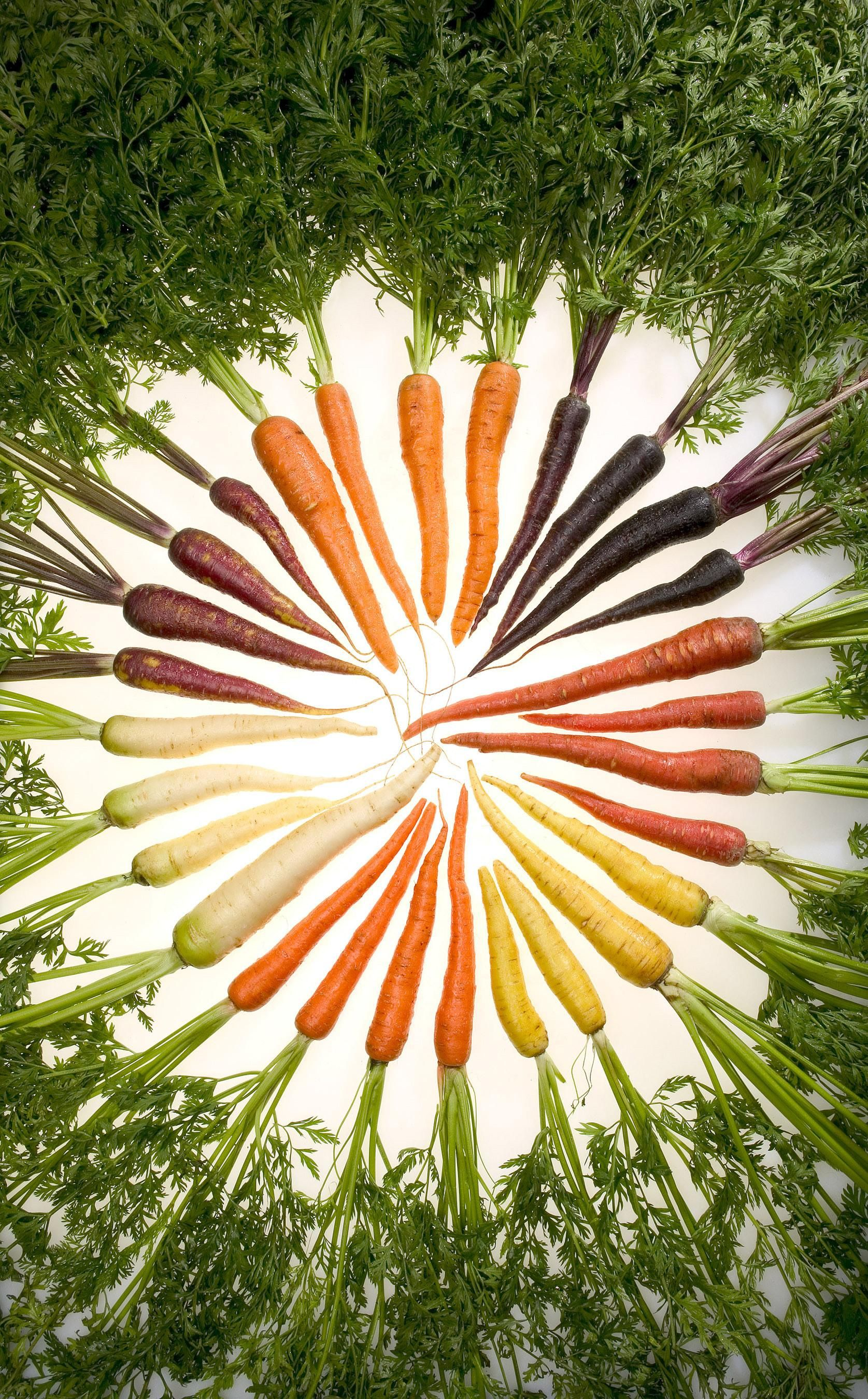
Farbvarianten bei Karotten, die erst seit den 1960er Jahren orange gezüchtet werden

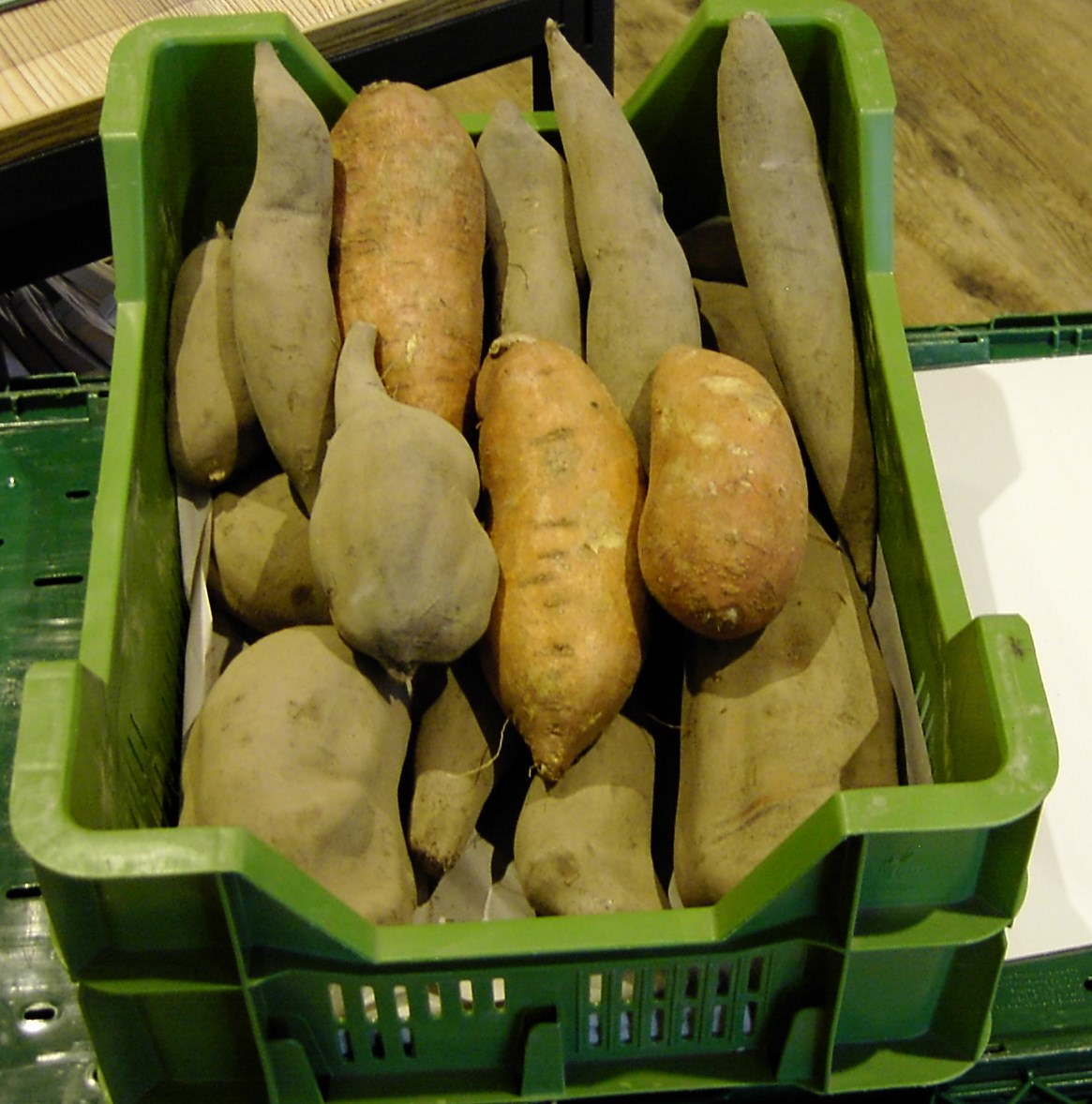
Yacón und drei Süßkartoffeln

Als Wurzelgemüse werden küchensprachlich essbare, nährstoffreiche Speicherwurzeln zusammengefasst, die ein unterirdisches Rhizom in der Form einer Rübe oder eine Zwiebel ausbilden.
Je nach Definition gibt es Überschneidungen zur Gruppe der Knollengemüse oder der Gruppe von stärke- und inulinreichen Wurzeln und Knollen wie z. B. Kartoffel, Maniok und Süßkartoffel.

## Allgemeines
Wurzelgemüse ist reich an Vitaminen und Mineralstoffen und nahrhafter und gesünder als das meiste Blatt- und Sommergemüse, da alle wichtigen Mineral- und Inhaltsstoffe der Pflanze in der Wurzel gespeichert werden.
Die oft süßlich schmeckenden und teilweise sehr aromatischen Wurzelgemüse können gekocht, gebraten, eingelegt oder als Rohkost verzehrt werden.
Einige Wurzelgemüse, wie Karotte, Petersilienwurzel und Knollensellerie sind – oft gemeinsam mit Lauch – Bestandteile des Suppengrüns (auch  Wurzelwerk oder Wurzelzeug genannt).

## Geschichte
Unser heutiges Wurzelgemüse ist durch Züchtungen so weit verändert worden, dass es deutlich weniger Bitterstoffe enthält als die Urformen und dabei oft deutlich größer wird als diese. Unsere Vorfahren sammelten bereits in der Steinzeit einen Teil der heute noch bekannten Wurzeln und Knollen, beispielsweise Möhre, Pastinake, Petersilienwurzel und andere Wurzelgemüsearten. Diese Sorten wurden zum Teil auch angebaut, wie der Fund von entsprechendem Saatgut belegt. Später wurden krankheitsresistentere Sorten gezüchtet und auch farbliche Veränderungen vorgenommen, wodurch die ursprünglich gelbe Rübe zur orangeroten Karotte wurde, wie wir sie heute kennen. Weitere Aspekte, die verändert wurden, um Wurzelgemüse besser im Handel verkaufen zu können, betrafen die Transport- und Lagerfähigkeit.
Die regional verfügbaren Arten unterschieden sich früher. So wurde beispielsweise der Knollenziest in China schon seit Tausenden von Jahren genutzt. Später gelangte das nussig schmeckende Wurzelgemüse über Frankreich nach Europa, ist aber mittlerweile in Mitteleuropa selten geworden.
Einige der ursprünglich weit verbreiteten Arten, wie die Haferwurzel, sind mittlerweile selten geworden und fast in Vergessenheit geraten.

## Beispiele
Folgende Gemüse werden zum Wurzelgemüse gezählt:
Asternartige
- Haferwurzel (Tragopogon porrifolius)[6]
- Schwarzwurzeln (Scorzonera)[4]
- Topinambur (Helianthus tuberosus)[4][3]
- Yacón (Smallanthus sonchifolius)

Doldenblütlerartige
- Karotten (Daucus carota subsp. sativus)[3][4]
- Knollensellerie (Apium graveolens)[4]
- Pastinaken (Pastinaca sativa)[4]
- Petersilienwurzeln (Petroselinum crispum)
- Zuckerwurzeln (Sium sisarum)

Froschlöffelartige
- Tannia (Xanthosoma sagittifolium)[2]

Ingwerartige
- Ingwer (Zingiber officinale)[2]

Kreuzblütlerartige
- Rettiche (Raphanus)[4]
  - Radieschen (Raphanus sativus)
- Meerrettich (Armoracia rusticana)[2]
- Speiserübe (Brassica rapa subsp. rapa)
- Steckrübe (Brassica napus subsp. napobrassica)
- Maca (Lepidium meyenii)

Lippenblütlerartige
- Knollenziest (Stachys affinis)[7]

Malpighienartige
- Maniok / Cassava (Manihot esculenta)

Myrtenartige
- Nachtkerzen (Oenothera)

Nachtschattenartige
- Kartoffel (Solanum tuberosum)[3]
- Süßkartoffel (Ipomoea batatas)

Nelkenartige
- Rüben (Beta vulgaris) (incl. Zuckerrübe, Rote Bete)[3][4]

Schmetterlingsblütenartige
- Yambohne (Pachyrhizus erosus)

Spargelartige
- Zwiebelgemüse[2]
  - Zwiebel (Allium cepa)
  - Knoblauch (Allium sativum)
  - Winterzwiebel (Allium fistulosum)

Yamswurzelartige
- Yamswurzel (Dioscorea)